# Quantanthura globitelson
Quantanthura globitelson är en kräftdjursart som beskrevs av Menzies och George 1972. Quantanthura globitelson ingår i släktet Quantanthura och familjen Anthuridae. Inga underarter finns listade i Catalogue of Life.